# Jiří Purš
Jiří Purš (24. září 1924 Mšeno – 20. listopadu 2017 Praha) byl v letech 1969 až 1987 ústředním ředitelem Československého filmu.
Narodil se a dětství trávil v obci Mšeno u Mělníka. V roce 1949 absolvoval Právnickou fakultu Univerzity Karlovy. V období 1950–1962 pracoval na ministerstvu školství, v letech 1965–1967 na ÚV KSČ, v letech 1967–1968 pak jako ředitel sekretariátu ministra kultury a informací. Poté byl v letech 1962–1965 náměstem ředitele Československého filmexportu.
V roce 1969 byl jmenován ředitelem Československého filmu, s úkolem prosadit v tuzemské filmové tvorbě politickou „normalizaci“. Zakázal promítání řady českých a slovenských filmů, které byly viděny jako protirežimní či neodpovídající „historické pravdě“, ať už šlo o filmy z období Československé nové vlny (např. Skřivánci na niti), nebo jiné filmy z období politického tání v 60. letech (Kachyňovo Ucho). Také odpíral role ve filmech hercům, kteří byli z různých důvodů pro režim nepohodlní.
V roce 1985 publikoval studii Obrysy vývoje znárodněné československé kinematografie.
Za své normalizační zásluhy byl komunistickým režimem oceněn řadou vyznamenání: vyznamenáním Za zásluhy o výstavbu (1972), Řádem práce (1974) a Řádem Vítězného února (1984).
Jeho bratrem byl Jaroslav Purš, ředitel Ústavu československých a světových dějin ČSAV.